# X Chamaeleontis
X Chamaeleontis är en pulserande variabel av Mira Ceti-typ (M)  i stjärnbilden Kameleonten.
Stjärnan har en visuell magnitud som varierar mellan +9,8 och lägre än 15,0 med en period av 261 dygn.